# Případek
Případek čili akcident nebo akcidens (z latinského accidere udát se, uskutečnit se) je filozofický pojem, který označuje kontingentní, proměnné, nepodstatné a náhodné vlastnosti jsoucna, které je možné abstrahovat, aniž by došlo ke změně podstaty jsoucna. V dějinách filozofie má tento pojem původ v teorii a pojmosloví Aristotelově a scholastiky, zvláště jejího nejvýznamnějšího představitele, Tomáše Akvinského.
| Tabulka Aristotelových kategorií | Tabulka Aristotelových kategorií |
| -------------------------------- | -------------------------------- |
| podstata (οὐσία úsiá)            |                                  |
| kvantita (πόσον poson)           | případky                         |
| kvalita (ποῖον poion)            | případky                         |
| vztah (πρὸς τι pros ti)          | případky                         |
| kde? (ποῦ pú)                    | případky                         |
| kdy (πότε pote)                  | případky                         |
| poloha (κεῖσθαι keisthai)        | případky                         |
| habitus (ἔχειν echein)           | případky                         |
| činnost (ποιεῖν poiein)          | případky                         |
| trpnost (πάσχειν paschein)       | případky                         |

Případky, kterými je jsoucno či předmět nadáno, mají nesamostatné bytí, neexistují samy o sobě, ale jsou pouze na něčem dalším, totiž na podstatě či v podstatě (ens in alio). Zároveň však tyto případky uskutečňují možnosti, v níž je podstata, a proto je od podstaty nelze oddělovat, jejich vzájemný vztah je dialektický.
Tomáš Akvinský rozlišuje dva druhy případků:
1. případky vnější, které k podstatě přicházejí jakoby zvnější, avšak jsou pro esenci podstaty libovolné. Pro esenci člověka je například zcela nahodilé, je-li blondýn či brunet, Čech či Ir, svobodný či ženatý apod.
2. vlastnosti (lat. propria) jsou ty případky, které vyplývají ze samotné podstaty a v tomto smyslu ukazují na esenci věci; podstata se v těchto vlastnostech projevuje. Mezi vlastnosti člověka lze považovat např. schopnost smát se, společenskost (zóon politikon), sexualita, technické, umělecké a kulturní schopnosti apod.

Toto rozlišení mezi vnějšími případky a vlastnostmi je klíčové pro otázku, jak se v případcích (jevech) ukazuje esence jsoucna (podstata), která nikdy není dána bezprostředně, nýbrž zprostředkovaně v závislosti na případcích. Tato znalost je zkušenostní, avšak procesem poznávání se stává zřejmým, která určení jsou nahodilá a která podstatná (tj. vlastnosti).